# Colombia-Selle Italia/2005
Deze pagina geeft een overzicht van de Colombia-Selle Italia-wielerploeg in 2005.

## Algemeen
Sponsors: Colombia (overheid), Selle Italia (fietsmerk)
Ploegleiders: Gianni Savio
Fietsen: Daccordi
Onderdelen: Campagnolo

## Renners
| Naam                | Geboortedatum | Nationaliteit | Ploeg 2004                         |
| ------------------- | ------------- | ------------- | ---------------------------------- |
| Simone Bruson       | 15-04-1983    | Italië        | Stagiair                           |
| Piergiorgio Camussa | 25-09-1981    | Italië        | Stagiair                           |
| Alexis Castro       | 15-10-1980    | Colombia      |                                    |
| Luca De Angeli      | 09-01-1976    | Italië        | Fassa Bortolo                      |
| Moreno Di Biase     | 05-11-1975    | Italië        | ICET Torobaliat                    |
| Mariano Giallorenzo | 07-08-1982    | Italië        |                                    |
| Marco Gili          | 07-11-1973    | Italië        | Vini Caldirola-Nobili Rubinetterie |
| Raffaele Illiano    | 11-02-1977    | Italië        |                                    |
| Johnny Daniel Leal  | 11-12-1979    | Colombia      | Onbekend                           |
| Uberlino Mesa       | 12-06-1971    | Colombia      |                                    |
| Nilton Ortíz        | 31-10-1983    | Colombia      | Neo                                |
| Freddy Paredes      | 21-09-1974    | Colombia      |                                    |
| Iván Parra          | 15-10-1975    | Colombia      | Cafés Baqué                        |
| Marlon Pérez        | 10-01-1976    | Colombia      |                                    |
| José Rujano         | 18-02-1982    | Venezuela     |                                    |
| Leonardo Scarselli  | 29-04-1975    | Italië        |                                    |
| Philippe Schnyder   | 17-03-1978    | Zwitserland   |                                    |
| Edgardo Simón       | 16-12-1974    | Argentinië    | Stagiair                           |
| Rolando Trujillo    | 16-07-1978    | Colombia      | Neo                                |
| Russell Van Hout    | 15-06-1976    | Australië     |                                    |
| Trent Wilson        | 18-11-1978    | Australië     |                                    |

## Belangrijke overwinningen
| Ronde van Táchira 6e etappe: José Rujano 7e etappe: José Rujano 13e etappe: José Rujano Eindklassement: José Rujano Nationale kampioenschappen wielrennen Colombia - tijdrit: Iván Parra Ronde van Valle del Cauca 2e etappe: Alexis Castro Ronde van Italië 13e etappe: Iván Parra 14e etappe: Iván Parra 19e etappe: José Rujano Bergklassement: José Rujano Ronde van Colombia 2e etappe: Nilton Ortíz | Ronde van Venezuela 4e etappe: Marlon Pérez 7e etappe: Moreno Di Biase 10e etappe deel A: Marlon Pérez UCI America Tour Eindklassement: Edgardo Simón Clasico Banfoandes 4e etappe: José Rujano 7e etappe: José Rujano 8e etappe: José Rujano Eindklassement: José Rujano Herald Sun Tour 1e etappe: Russell Van Hout |

1996 · 1997 · 1998 · 1999 · 2000 · 2001 · 2002 · 2003 · 2004 · 2005 · 2006 · 2007 · 2008 · 2009 · 2010 · 2011 · 2012 · 2013 · 2014 · 2015 · 2016 · 2017 · 2018 · 2019 · 2020 · 2021 · 2022